# 전사 프린터

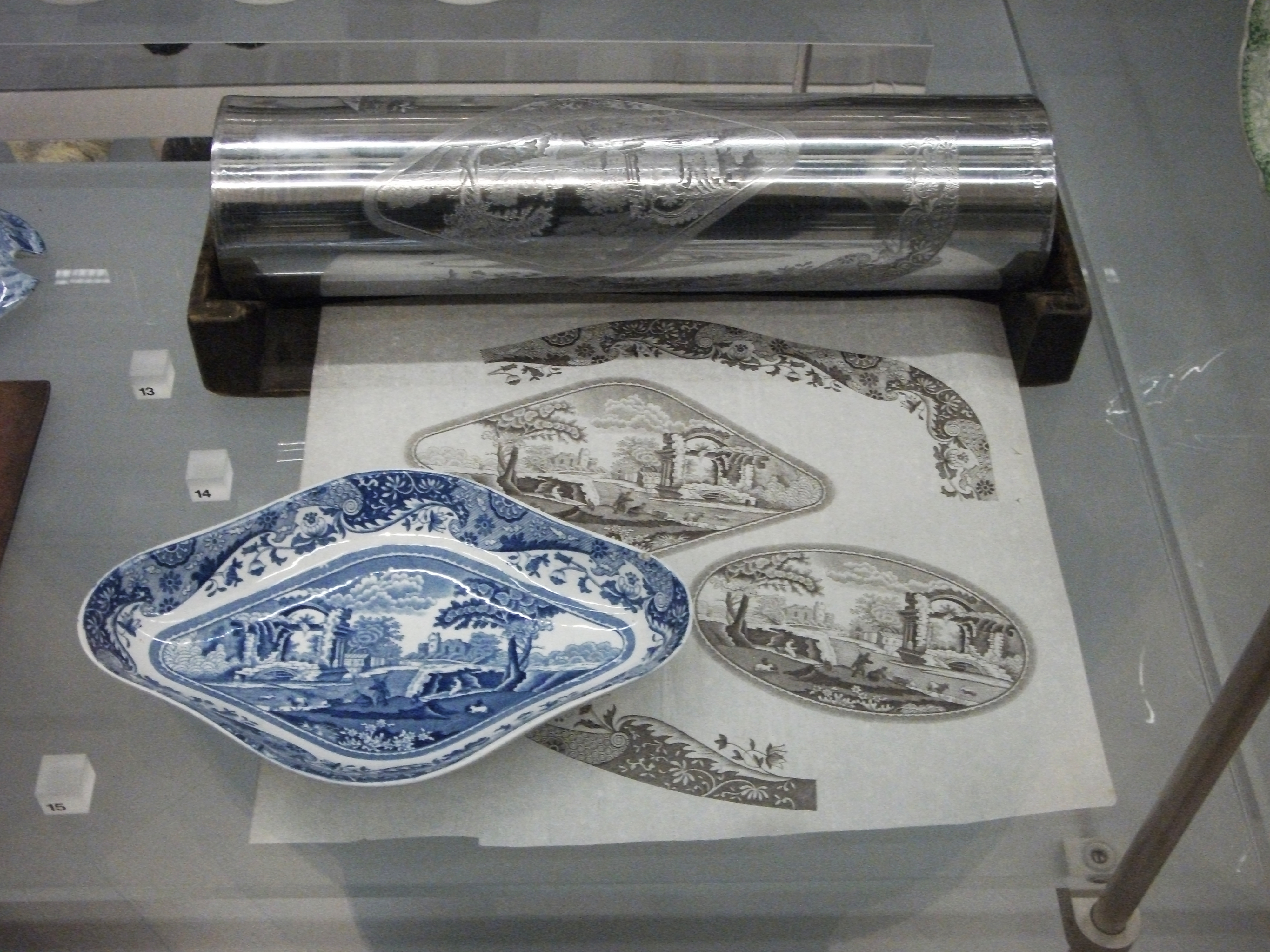
최종 제품에 전사 인쇄를 하기 위한 스틸 롤러.

전사 프린터(transfer printer)는 탄소 리본을 녹여서 인쇄하는 프린터를 말한다. 과거 워드 프로세서 전용기 즉, 워드 프로세서 기능과 인쇄기능을 사용할 수 있는 휴대용 사무기기에서 사용했으며, 지금도 번호표 인쇄 등에 사용된다.
인그레이빙한 구리나 강철판을 사용하여 법랑이나 세라믹을 데코레이션하는 방식으로 종이에 모노크롬 인쇄를 한 다음 세라믹 부분에 압력을 가하여 전사함으로써 이루어진다.

## 발명
1750년대에 3명의 사람이 데코레이션을 위해 세라믹 표면에 인쇄를 응용하는 것에 큰 진전을 보였다. 1751년 존 브룩스는 이에 대한 특허를 신청하였다.

## 같이 보기
- 열전사 프린터